# 加夫列尔·比达尔
加夫列尔·比达尔（西班牙語：Gabriel Vidal，1969年10月5日—），西班牙男子足球运动员，司职中场。他曾代表西班牙国奥队参加1992年夏季奥林匹克运动会足球比赛，获得一枚金牌。